# Soběslavice
Soběslavice (deutsch Sebeslawitz) ist eine Gemeinde in Tschechien. Sie liegt neun Kilometer westlich von Turnov und gehört zum Okres Liberec.

## Geographie
Soběslavice befindet sich in der Quellmulde des Baches Soběslavický potok in der Turnovská pahorkatina (Turnauer Hügelland). Nordwestlich des Dorfes erhebt sich die Topolina (396 m).
Nachbarorte sind Stráňov und Klůčky im Norden, Vlastibořice im Nordosten, Padařovice im Osten, Kordovka im Südosten, Svijanský Újezd und Jirsko 2.díl im Süden, Jirsko 1.díl und Havlovice im Südwesten, Nechálov im Westen sowie Kobyly und Vorklebice im Nordwesten.

## Geschichte
Legenden zufolge soll das Dorf zu Beginn des 11. Jahrhunderts durch den Fürsten Soběslav nach dessen Sturz gegründet worden sein, als dieser hier eine feste Burg als seinen Sitz erbauen ließ. Die Besiedlung erfolgte um 1109 auf der westlichen Talseite und in der zweiten Hälfte des 14. Jahrhunderts wurde auch die Ostseite besiedelt. Ursprünglich bestand das ganze Dorf aus Holzhäusern mit Schindelbedachung.
Nach der Schlacht bei Lipan entstand nach 1434 die Ansiedlung Stráňov als Versteck von Taboriten und Sirotci. Sie wurde nach deren Anführer benannt und am Zlatý stůl befand sich ein Opferzelt.
Nach der Aufhebung der Patrimonialherrschaften bildete Sebeslavice zusammen mit dem Ortsteil Padařovice ab 1850 eine Gemeinde im politischen Bezirk Turnov. Die Gemeinde hatte im Jahre 1900 453 Einwohner und 1950 waren es 269. Im Jahre 1961 wurde das Dorf in den Okres Liberec umgegliedert. 1980 wurde Soběslavice nach Pěnčín eingemeindet. Seit 1990 besteht die Gemeinde wieder.

## Gemeindegliederung
Die Gemeinde Soběslavice besteht aus den Ortsteilen Padařovice (Paderschawitz) und Soběslavice (Sebeslawitz). Grundsiedlungseinheiten sind Klůčky (Hanka), Padařovice und Soběslavice. Zu Soběslavice gehören außerdem die Ansiedlungen Kordovka (Kordowka) und Stráňov.

## Sehenswürdigkeiten
- Kapelle des hl. Johannes von Nepomuk, klassizistischer Bau aus dem Jahre 1831
- Kapelle in Padařovice